# پلسترینا
پلسترینا (به ایتالیایی: Pellestrina) یک منطقهٔ مسکونی در ایتالیا است که در ونیز واقع شده‌است. پلسترینا About۵٬۰۰۰ نفر جمعیت دارد.